# Paul Joseph Kilday

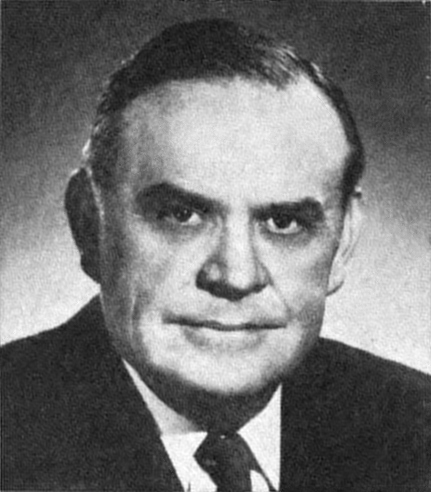
Paul J. Kilday (1961)

Paul Joseph Kilday (* 29. März 1900 in Sabinal, Uvalde County, Texas; † 12. Oktober 1968 in Washington, D.C.) war ein US-amerikanischer Jurist und Politiker. Er vertrat den Bundesstaat Texas als Abgeordneter im US-Repräsentantenhaus.

## Werdegang
Paul Kildays zog 1904 nach San Antonio. Dort besuchte er die öffentliche Schule sowie die Konfessionsschule und das St. Mary's College. Kilday war als Verwaltungsbeamter bei der United States Air Force in Washington tätig und später als Kanzleikraft bei der United States Shipping Board Emergency Fleet Corporation zwischen 1921 und 1922. Des Weiteren graduierte er 1922 an der Rechtsabteilung der Georgetown University in Washington D.C. Seine Zulassung als Anwalt bekam er im selben Jahr und eröffnete eine Praxis in San Antonio. Danach arbeitete er von 1935 bis 1938 als erster stellvertretender Bezirksstaatsanwalt des Bexar County in Texas.

## Politik
Anschließend wurde er als Demokrat in den 76. und die elf nachfolgenden Kongresse gewählt. Seine Amtszeit währte vom 3. Januar 1939 bis zu seinem Rücktritt am 24. September 1961, als er zum Richter am United States Court of Appeals for the Armed Forces ernannt wurde. Diese Tätigkeit übte er bis zu seinem Tod am 12. Oktober 1968 in Washington aus. Er wurde auf dem Nationalfriedhof Arlington in Virginia beigesetzt. In seiner Amtszeit im Kongress weigerte er sich 1956, das Southern Manifesto zu unterzeichnen, das sich gegen die Rassenintegration an öffentlichen Einrichtungen aussprach.